# 海ノ口駅
海ノ口駅（うみのくちえき）は、長野県大町市平海の口にある、東日本旅客鉄道（JR東日本）大糸線の駅である。駅番号は「19」。

## 歴史
- 1929年（昭和4年）9月25日：国鉄大糸南線の信濃大町駅 - 簗場駅間が開通し、開業[3]。旅客・貨物の取り扱いを開始[4]。
- 1957年（昭和32年）8月15日：中土駅 - 小滝駅間が開通して全線開通し、大糸線と改称[3]。
- 1959年（昭和34年）7月17日：信濃大町駅 - 信濃四ッ谷駅（現・白馬駅）間を電化[5]。
- 1960年（昭和35年）6月1日：貨物の取り扱いを廃止[4]。
- 1964年（昭和39年）10月20日：荷物の扱いを廃止[6]。無人駅となる[7]。
- 1987年（昭和62年）4月1日：国鉄分割民営化に伴い、東日本旅客鉄道（JR東日本）の駅となる[8]。
- 2014年（平成26年）
  - 11月22日：長野県神城断層地震により、信濃大町駅 - 糸魚川駅間を23日まで運休[新聞 1]。
  - 11月25日：信濃大町駅 - 白馬駅間の運転を再開[新聞 2]。

### 駅名の由来
当駅は内陸部に所在するが、農具川が流れこむ「湖の口」の地に置かれたことから付いた名前である。隣の稲尾駅と同じようにホーム正面から木崎湖が見えるが、木崎湖は近世には「海之口池」と呼ばれていた。

## 駅構造
単式ホーム1面1線を有する地上駅である。
信濃大町駅管理の無人駅である。木造駅舎を有する。

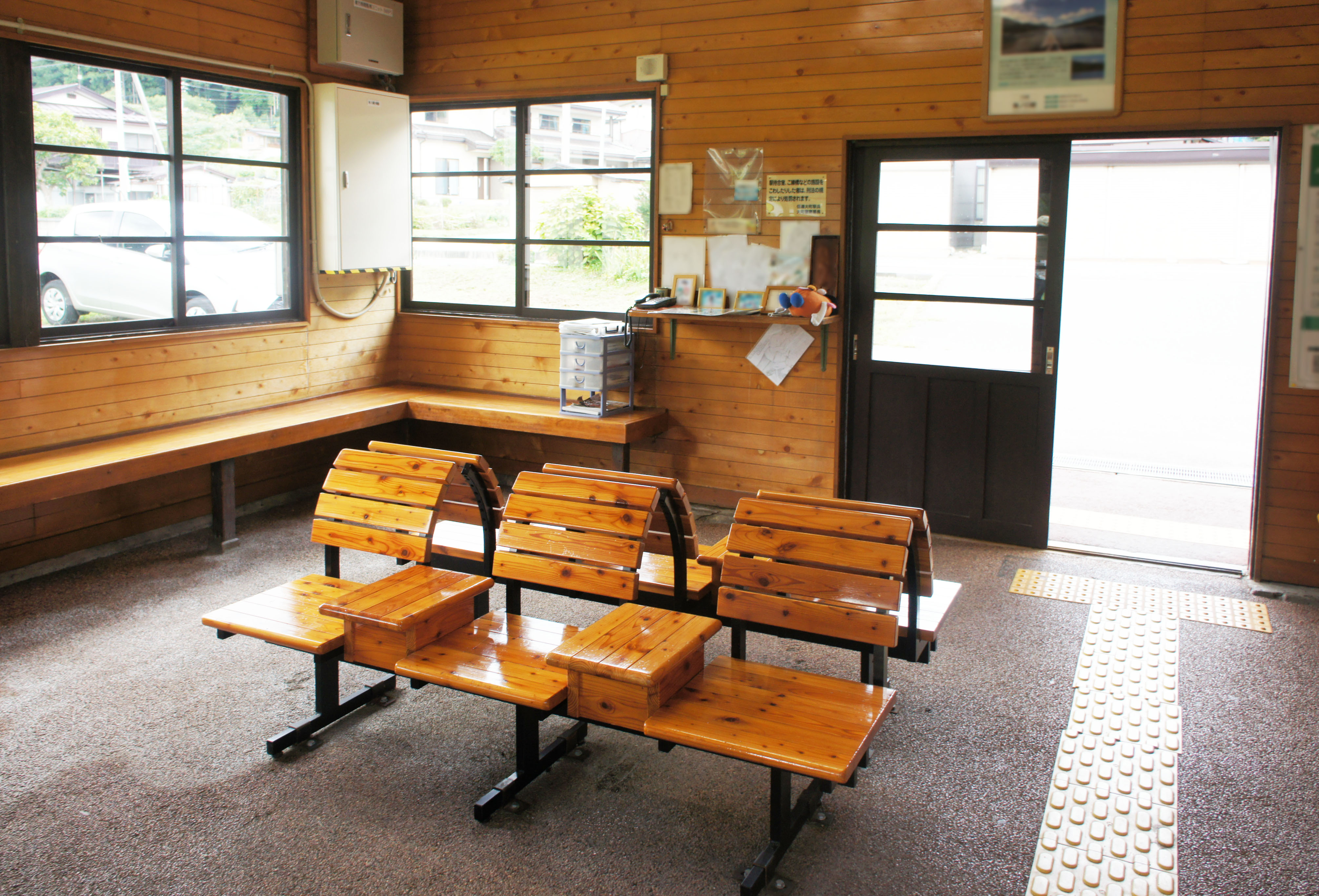
待合室（2021年8月）
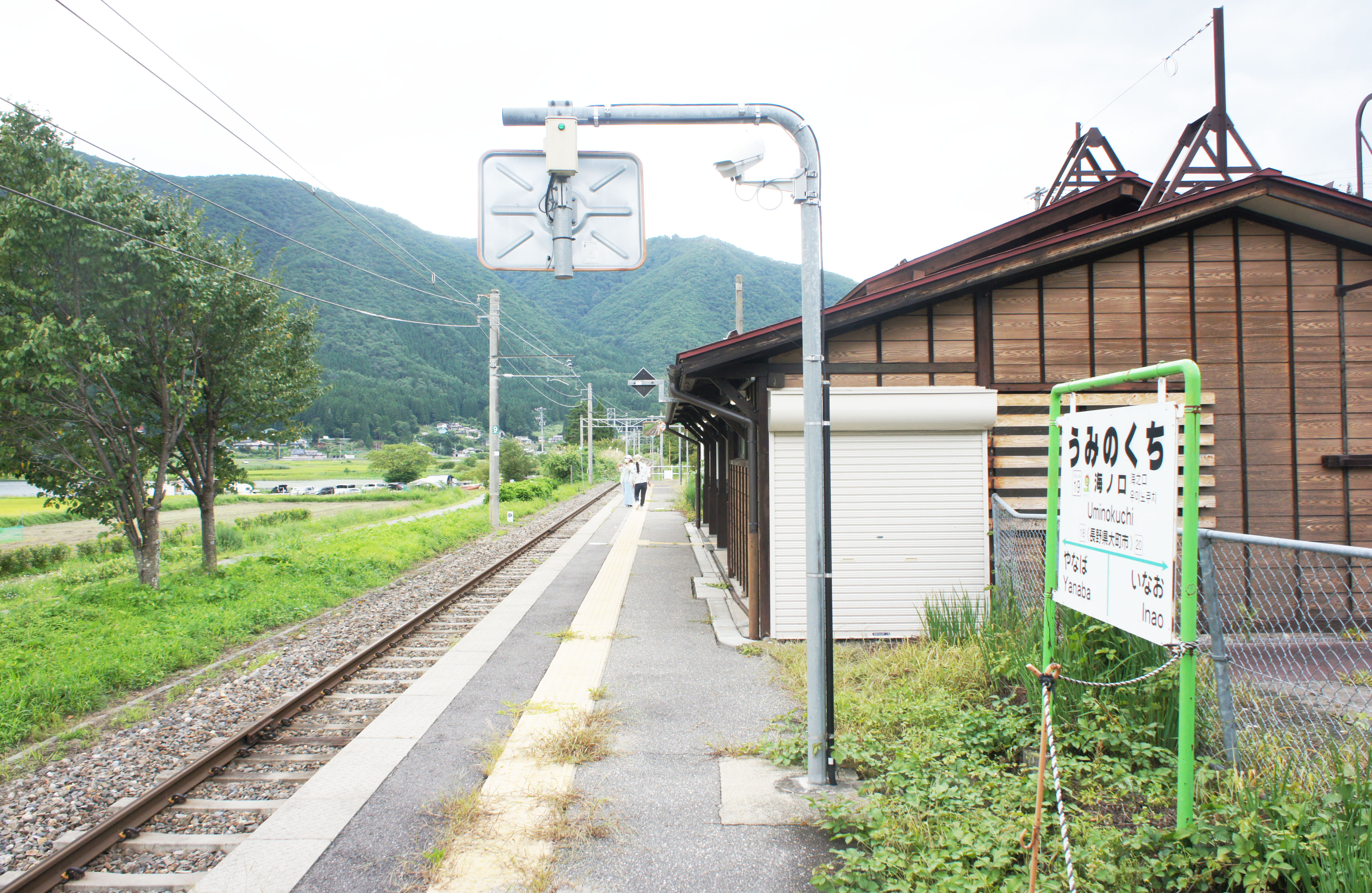
ホーム（2021年8月）

## 利用状況
「長野県統計書」によると、2007年度（平成19年度）、2009年度（平成21年度）- 2011年度（平成23年度）の1日平均乗車人員の推移は以下のとおりであった。
| 乗車人員推移       | 乗車人員推移     | 乗車人員推移 |
| 年度               | 1日平均 乗車人員 | 出典         |
| ------------------ | ---------------- | ------------ |
| 2007年（平成19年） | 14               | [ 1 ]        |
| 2009年（平成21年） | 20               | [ 1 ]        |
| 2010年（平成22年） | 23               | [ 9 ]        |
| 2011年（平成23年） | 16               | [ 10 ]       |

## 駅周辺
- 木崎湖[1]
- 国道148号
- 大町市民バス「海ノ口」停留所 - 平（青木方面）コース[11]

## その他
- 2002年（平成14年）にWOWOWで放送されたおねがい☆ティーチャー、およびその続編となるおねがい☆ツインズにおいて木崎湖の周辺が舞台になり、木崎湖の北端にある当駅も登場した[1][12]。そのアニメ内における描写は現実の駅を忠実に再現していた[1]。駅の中には駅ノートがあり、ファンの交流の場にもなっている[1]。
- 2008年（平成20年）には「アニメのなかの大糸線」と題した記念入場券（信濃大町駅・信濃木崎駅・稲尾駅・海ノ口駅の4駅セット）が枚数限定で発売された（ただし、無人駅のため信濃大町駅にて発売）[新聞 3]。

## 隣の駅
東日本旅客鉄道（JR東日本）
■大糸線
快速
通過
普通
稲尾駅 (20) - 海ノ口駅 (19)  - 簗場駅 (18)

### 報道発表資料
1. 1 2  『大糸線に「駅ナンバー」を導入します』（PDF）（プレスリリース）東日本旅客鉄道長野支社、2016年12月7日。オリジナルの2016年12月8日時点におけるアーカイブ。2016年12月8日閲覧。

### 新聞記事
1. ↑  “41人けが、全壊34棟 長野北部地震、余震70回に”. 中日新聞 (中日新聞社). (2014年11月24日)
2. ↑  “長靴姿で登校、大糸線が一部再開 県神城断層地震”. 中日新聞 (中日新聞社). (2014年11月26日)
3. ↑  「アニメの舞台をファン向け駅入場券に 長野のJR大糸線」『朝日新聞』2008年8月31日。2013年3月2日閲覧。